# Sokobanja
Sokobanja (en serbe cyrillique : Сокобања) est une ville et une municipalité de Serbie situées dans le district de Zaječar. Au recensement de 2011, la ville comptait 7 972 habitants et la municipalité dont elle est le centre 15 981.
Sokobanja, station thermale réputée, est une des villes les plus touristiques de Serbie. 

## Géographie

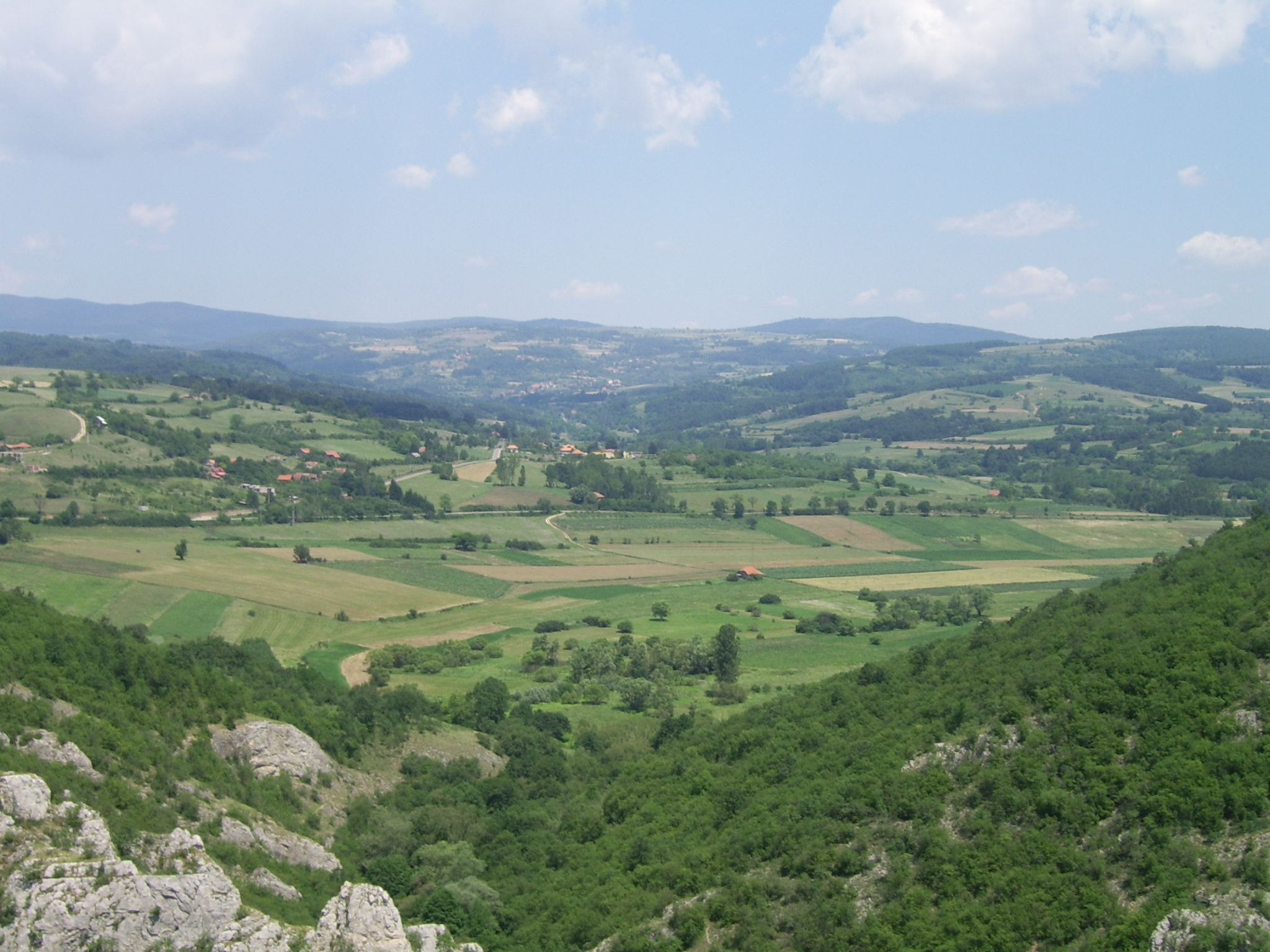
La région de Sokobanja

Sokobanja est située dans la partie méridionale de la vallée de Sokobanja et entourée par les montagnes d’Ozren, Devica, Janior, Rtanj et Bukovik. Elle est traversée par la rivière Moravica, qui forme un canyon 2 km avant d'entrer dans la ville.

## Localités

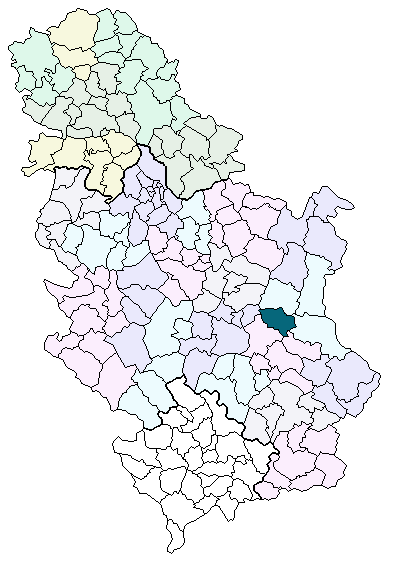
Localisation de la municipalité de Sokobanja en Serbie

La municipalité de Sokobanja compte 25 localités :
| - Beli Potok - Blendija - Bogdinac - Vrbovac - Vrmdža - Dugo Polje - Žučkovac - Jezero - Jošanica - Levovik - Milušinac - Mužinac - Nikolinac | - Novo Selo - Poružnica - Radenkovac - Resnik - Rujevica - Sesalac - Sokobanja - Trgovište - Trubarevac - Cerovica - Čitluk - Šarbanovac |

Sokobanja est officiellement classée parmi les « localités urbaines » (en serbe : градско насеље et gradsko naselje) ; toutes les autres localités sont considérées comme des « villages » (село/selo).

## Démographie

### Évolution historique de la population dans la ville
| 1948  | 1953  | 1961  | 1971  | 1981  | 1991  | 2002  | 2011  |
| ----- | ----- | ----- | ----- | ----- | ----- | ----- | ----- |
| 3 370 | 3 984 | 4 227 | 5 554 | 7 204 | 8 439 | 8 407 | 7 972 |

### Municipalité

#### Répartition de la population dans la municipalité (2002)
En 2002, sur un total de 18 571 habitants, la municipalité de Sokobanja comptait 18 079 Serbes (97,35 %) et 190 Roms (1,02 %).

## Politique
À la suite des élections locales serbes de 2008, les 30 sièges de l'assemblée municipale de Sokobanja se répartissaient de la manière suivante :
| Parti                        | Sièges |
| ---------------------------- | ------ |
| Parti démocratique           | 10     |
| Parti radical serbe          | 7      |
| Liste « Miliša Dinić »       | 5      |
| Parti démocratique de Serbie | 3      |
| Nouvelle Serbie              | 3      |
| G17 Plus                     | 2      |

Dimitrije Lukić, membre du Parti démocratique du Président de la Serbie Boris Tadić, a été élu président (maire) de la municipalité, succédant ainsi à Miliša Dinić.

## Tourisme

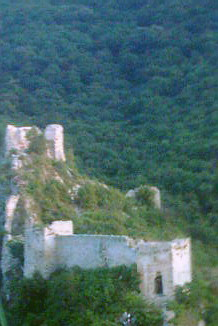
La forteresse de Soko Grad.

Les montagnes qui entourent Sokobanja sont propices à la randonnée mais aussi à la chasse sportive et à la pêche.
Sokobanja conserve les vestiges de la forteresse romaine puis médiévale de Soko Grad, dont les vestiges actuels remontent à 1413. On y trouve aussi des bains turcs datant du XVIe siècle. La Résidence Milošev (en serbe : Milošev konak) est un konak construit à l'époque du prince Miloš Obrenović et caractéristique de l'architecture dite balkanique ; il abrite aujourd'hui un restaurant. Parmi les autres bâtiments de la ville figure l'église de la Sainte-Transfiguration-du-Seigneur, édifiée en 1835 dans un style néo-byzantin.

## Personnalités
- Le métropolite Mihailo Jovanović
- Le prince Miloš Obrenović
- Hajduk Veljko
- Ivo Andrić
- Isidora Sekulić
- Branislav Nušić
- Stevan Sremac

## Coopération internationale
Sokobanja est jumelée avec les villes suivantes :
- Hódmezővásárhely (Hongrie)
- Metaxata (Grèce)
- Tamar (Israël)

## Images de Sokobanja

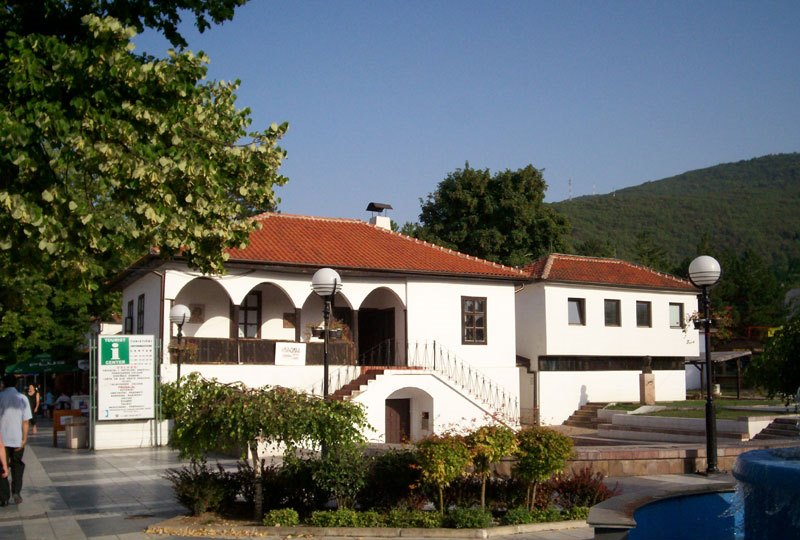
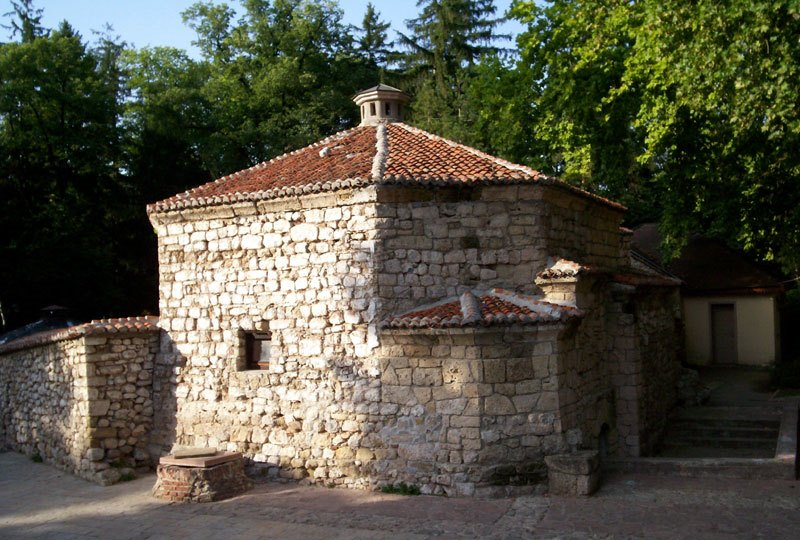
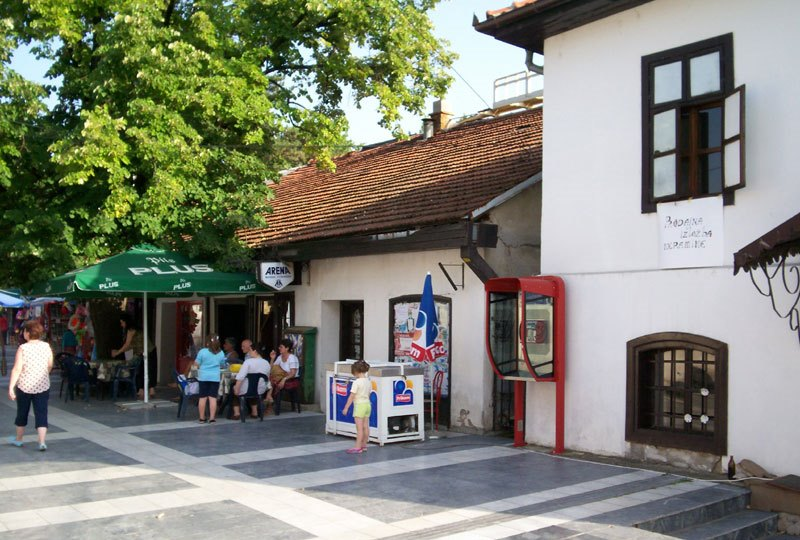
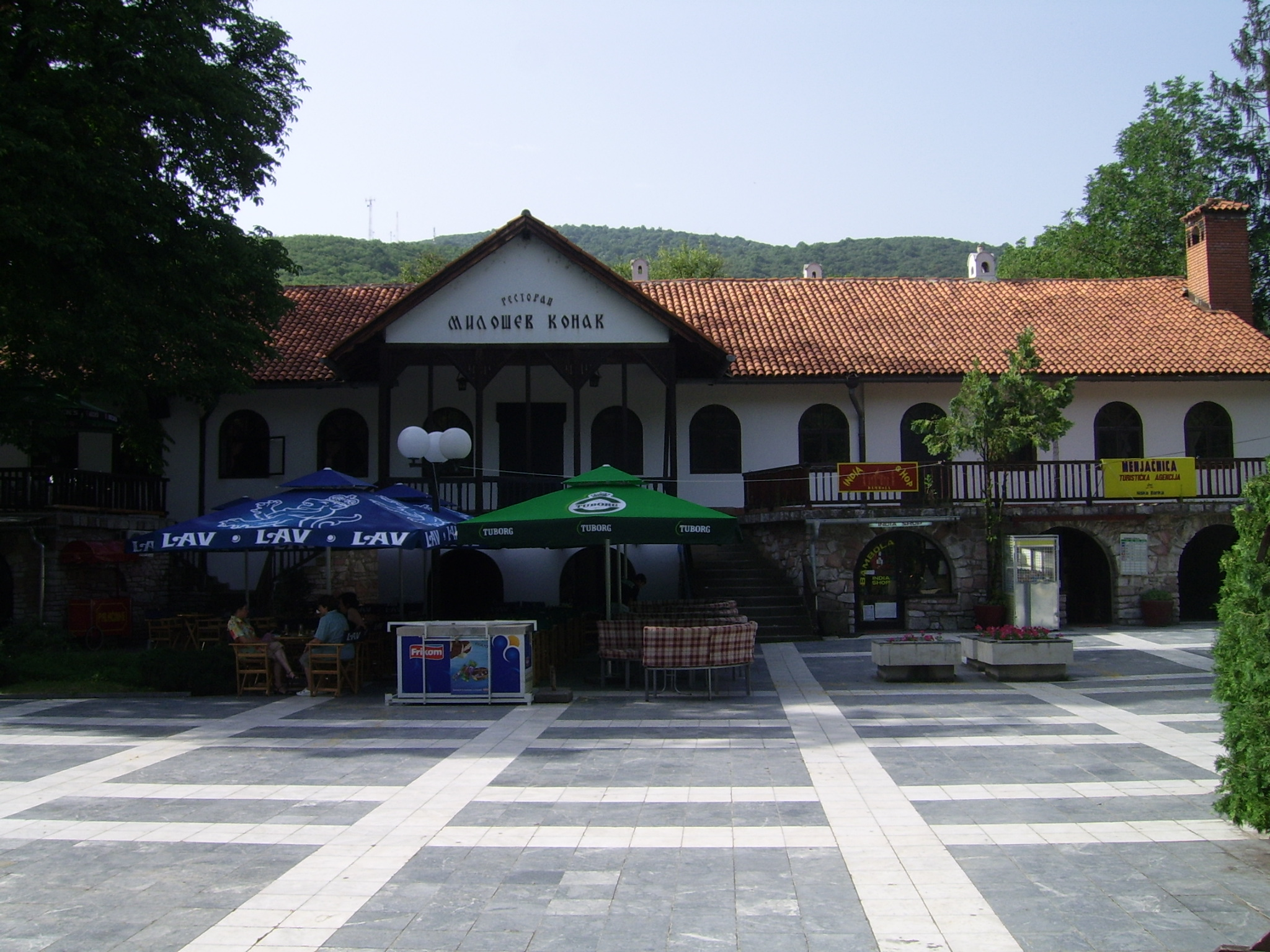